# Theatres des Vampires
Theatres des Vampires er et italiensk gothic metal band med en stærk indflydelse af black metal, mest kendt for deres fremherskende tema om troen på vampyrer i deres sangtekster.